# Harold Anthony Perera
Harold Anthony Perera (* 9. Juni 1951 in Bopitiya) ist ein sri-lankischer Geistlicher und römisch-katholischer Bischof von Kurunegala.

## Leben
Der Erzbischof von Colombo, Nicholas Marcus Fernando, weihte ihn am 5. Juli 1980  zum Priester. 
Papst Johannes Paul II. ernannte ihn am 29. Januar 2003 zum Bischof von Ratnapura. Der beigeordnete Sekretär der Kongregation für die Evangelisierung der Völker, Albert Malcolm Ranjith Patabendige Don, weihte ihn am 18. März desselben Jahres zum Bischof; Mitkonsekratoren waren Oswald Thomas Colman Gomis, Erzbischof von Colombo, und Thomas Savundaranayagam, Bischof von Jaffna.
Am 15. Februar 2005 wurde er zum Bischof von Galle ernannt und am 8. März desselben Jahres in das Amt eingeführt. Papst Benedikt XVI. ernannte ihn am 14. Mai 2009 zum Bischof von Kurunegala. Seit Juli 2022 ist Harold Anthony Perera zudem Vorsitzender der Sri-lankischen Bischofskonferenz.